# Zbigniew Kraszewski (muzyk)
Zbigniew Kraszewski (ur. 10 lipca 1959 w Gdańsku) – polski muzyk, perkusista zespołów Mietek Blues Band, Cytrus, Kombi, TSA, Skawalker, O.N.A. i Chylińska. Członek Akademii Fonograficznej ZPAV.

## Dyskografia
TSA
- Heavy Metal World (ang.) (1985)
- Rock ’n’ Roll (1988)

O.N.A.
- Modlishka (1995)
- Bzzzzz (1996)
- T.R.I.P. (1998)
- re-T.R.I.P. (1999)
- Pieprz (1999)
- Mrok (2001)
- To naprawdę już koniec 1995–2003 (2003)

Chylińska
- Winna (2004)

Cytrus
- Kurza twarz (2006)
- Tęsknica (2006)
- Trzecia łza od słońca (2018)
- Raj utracony (2020)
- Bonzo. Live 1980–85 (2022)